# Bodilus crassus
Bodilus crassus är en skalbaggsart som beskrevs av Schmidt 1916. Bodilus crassus ingår i släktet Bodilus och familjen Aphodiidae. Inga underarter finns listade.